# Битва при Амьене
Сражение при Амьене (фр. bataille d’Amiens; нем. Schlacht bei Amiens), или битва при Вильер-Бретоннё (фр. bataille de Villers-Bretonneux), — во Франко-прусской войне (1870—1871) битва между французскими и немецкими войсками 27 ноября 1870 года близ французского города Амьен.

## Перед битвой
Французский генерал Фарр располагал 17 500 солдатами и 50 орудиями. 26 ноября вечером он занял позицию близ Амьена на южном берегу реки Соммы и ждал подкреплений (8000 человек гарнизона Амьена при 12 орудиях). Французский командующий понимал, что даже с приходом подкреплений силы будут неравны, но он решил без боя Амьен не сдавать. Прусский генерал Мантейфель решил дать бой французам ещё до прихода их подкреплений.

## Ход сражения
Утром 27 ноября началась битва.
Сразу следует заметить особенность данного сражения. Ширина поля была несоизмерима количеству участвовавших солдат. Форе очень растянул свои войска и немцам всё время приходилось метаться по полю на хорошо простреливаемой местности, выбивая французов с их хорошо укреплённых окопов и лесов. Всё это привело к разрыву линий в центре германского войска. Это пустое пространство было сначала замаскировано только многочисленной свитой и конвоем командующего армией, а затем было заполнено батальоном, назначенным для прикрытия штаба армии. К середине дня казалось, что французы проиграли битву. Солдаты Форе были выбиты со своих окопов, немецкие орудия уничтожили французские. Но неожиданно пришло известие, что 4-й германский полк был вытеснен французами из леса Ангар и понёс большие потери. Немедленно туда были посланы 4 батальона, но встреченные сильным огнём они были вынуждены выстроить фронт против леса. Только с помощью своей артиллерии немцы смогли наконец выбить французов из леса. Вдобавок, у французов закончились патроны и они уже не могли оказывать достойного сопротивления.
К вечеру сражение было закончено. Немецкие войска смогли выбить французов с их позиций и отрезать им дорогу отступления на Амьен. Но в некоторых местах бой не затихал даже ночью. Лишь под утро генерал Мантейфель получил донесение о полном разгроме неприятеля. В полдень 28 ноября немецкий генерал Гёбен подошёл к Амьену, цитадель которого два дня спустя капитулировала с 400 человек гарнизона и 30 орудиями.
Генерал Фарр с остатками войск отступил к Аррасу. Часть национальной гвардии сложила оружие и разошлась по домам.